# 第288砲兵旅団 (ロシア陸軍)
第288砲兵旅団（だい288ほうへいりょだん、ロシア語: 288-я гвардейская артиллерийская бригада）とは、ロシア陸軍の砲兵旅団の一つで、第1親衛戦車軍を構成する一部である。

## 歴史
- 1942年12月11日：カル―ガの北西8kmで編成[1]。
- 1943年7月：オレル・クルスク作戦に参加[2]。
- 2022年：ウクライナ侵攻に参加[2]。

2024年2月19日、名誉称号「親衛隊」を授与。